# Phil Gingrey

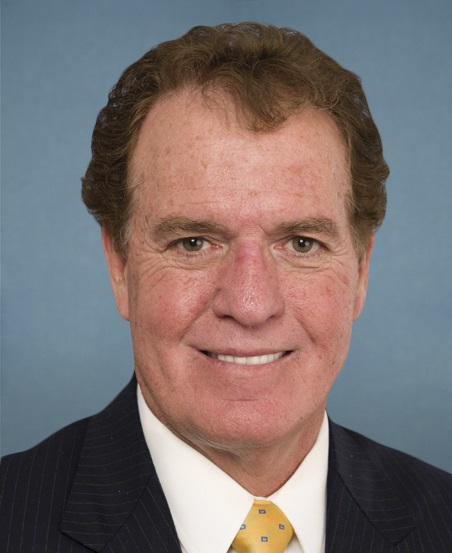
Phil Gingrey

John Phillip „Phil“ Gingrey (* 10. Juli 1942 in Augusta, Georgia)  ist ein US-amerikanischer Politiker. Von 2003 bis 2015 vertrat er den Bundesstaat Georgia im US-Repräsentantenhaus.

## Werdegang
Nach dem Besuch der St. Thomas Aquinas High School studierte Phil Gingrey bis 1965 am Georgia Institute of Technology Chemie sowie danach bis 1969 am Medical College of Georgia Medizin. Anschließend arbeitete er als Geburtshelfer. Gleichzeitig begann er als Mitglied der Republikanischen Partei eine politische Laufbahn. Zwischen 1993 und 1997 war er Mitglied im Bildungsausschuss der Stadt Marietta. Von 1999 bis 2002 gehörte er dem Senat von Georgia an.
Bei den Kongresswahlen des Jahres 2002 wurde er im elften Wahlbezirk von Georgia in das US-Repräsentantenhaus in Washington, D.C. gewählt, wo er am 3. Januar 2003 die Nachfolge von John Linder antrat. Nach fünf Wiederwahlen übte er sein Mandat im Kongress bis zum 3. Januar 2015 aus. Gingrey war zuletzt Mitglied im Ausschuss für Energie und Handel sowie in drei von dessen Unterausschüssen. Außerdem bekleidete er mehrere Funktionen in der Führung der republikanischen Kongressfraktion.
Der meinungsstarke Konservative geriet im Januar 2013 in die nationalen Schlagzeilen, als er die kontroversen Aussagen zu Vergewaltigungen („legitimate rape“), an denen der US-Senatskandidat Todd Akin aus Missouri gescheitert war, als „teilweise zutreffend“ verteidigte.
Am 27. März 2013 kündigte Phil Gingrey an, sich in der parteiinternen Vorwahl (Primary) um den frei werdenden Sitz im US-Senat bei der Wahl 2014 bewerben zu wollen, der durch den im Januar 2013 angekündigten Rückzug des republikanischen Amtsinhabers Saxby Chambliss frei wurde. Mit Jack Kingston und Paul Broun strebten zwei weitere Kongressabgeordnete dasselbe Ziel an. Letztlich belegte Gingrey in den Vorwahlen nur den vierten Platz mit 10,03 Prozent der Stimmen. Siegreich war keiner der amtierenden Abgeordneten, sondern der bis dahin politisch völlig unerfahrere David Perdue, der sich nachher dann auch gegen die Demokratin Michelle Nunn durchsetzte.
Gingrey ist verheiratet und Vater von vier Kindern.